# Aggro Santos
Yuri Santos, bedre kendt som Aggro Santos, (født 12. oktober 1988) er en britisk rapper.